# Dombró vára
Dombró vára (horvátul: Tvrđava Dubrava) egy várhely Horvátországban, a Zágráb megyei Dubrava településen.

## Fekvése
A vár Dubrava központjában, a Szent Margit plébániatemplom mellett állt. 

## Története
Dombró első írásos említése 1134-ben Felicián esztergomi érsek oklevelében történt, melyben megerősíti, hogy László király 1094-ben Dombró birtokát a zágrábi püspökségnek adta. Antiochiai Szent Margit tiszteletére szentelt plébániatemplomát a 13. században említik. A püspöki uradalom egyik központjaként a püspökök gyakran tartózkodtak falai között, így a település gyorsan is fejlődött. A püspökök az Anjouk utódlása körül kialakult pártharcok idején kezdték el Dombró várának építését. 
Dombrót vizes árkokkal övezett védőfalakkal vették körül. Az erőd 225 méter hosszú és 177 méter széles volt. A falakat három erős kaputoronnyal védett kapu és kilenc torony erősítette, a falakon belül pedig négy saroktoronnyal megerősített, 32-szer 27 méteres, négyszög alaprajzú várkastély állt. A falak alsó részei kőből, felső részük téglából épült, teteje pedig vastag tölgyfagerendákból állt. A belső várat szintén vizesárok vette körül. Itt volt a püspöki rezidencia, bejáratánál pedig a Szent Margit templom állt. A belső vár mellett állt a piactér, amely körül a település magja kialakult. Lakói mezővárosi kiváltságokkal is rendelkeztek. 
Az első aki Dombró várát megemlíti Eberhardt Alben volt, aki 1397 és 1419 között tartózkodott itt. A vesztes mohácsi csata után 1527-ben Erdődy Simon és Frangepán Kristóf ide hívták össze a horvát szábort. Itt választották 1527. január 6-án horvát királlyá Szapolyai Jánost annak ellenére, hogy a horvát nemesség Cetinben összegyűlt másik része hat nappal korábban már megválasztotta I. Ferdinándot. Később is gyakran ülésezett itt a horvát szábor, mely több fontos döntést hozott falai között. A várat és a várost 1552-ben Ulama pozsegai szandzsákbég török serege, miután őrsége megszökött szinte harc nélkül foglalta el, falait pedig lerombolta. A hagyomány szerint erre emlékeztet a plébániatemplom, melynek falait az ostrom emlékére vörösre festették. A várat a szábor döntése alapján újjáépítették, mely 1591-re fejeződött be. Még ebben az évben falai mellett ütött rajta Erdődy Péter horvát bán Hasszán pasa hadjáratról visszatérő seregén és súlyos veszteségeket okozott a töröknek. 1606-ban Dombró vásártartási jogot kapott. A török veszély elmúltával Dombró jelentősége is csökkent. Az egykori vár katonasága és szolganépei szétszéledek, a hanyatlást egy földrengés is elősegítette. 1871-ben megszüntették a határőrvidéket is, az egykori várfalakat pedig lebontották, mára nyomuk sem maradt. 